# Kevin Young
Kevin Curtis Young (* 16. září 1966, Watts, Kalifornie) je bývalý americký atlet, až do roku 2021 světový rekordman na trati 400 metrů překážek a první člověk v historii, který tuto trať dokázal běžet v čase pod 47 sekund.

## Kariéra
Poprvé reprezentoval na letních olympijských hrách v jihokorejském Soulu v roce 1988, kde ve finále doběhl v čase 47,94 s na 4. místě. Těsně pod stupni vítězů, čtvrtý skončil také na světovém šampionátu v Tokiu v roce 1991.
V roce 1992 dokázal ve finále olympijských her v Barceloně zaběhnout famózní čas 46,78 s, přestože zavadil o poslední překážku a v cíli ještě výrazně zvolnil. K srpnu roku 2011 se k jeho výkonu dosud nikdo výrazně nepřiblížil. Young dokázal jako jediný běžet mezery mezi překážkami dvanáctikrokovým rytmem (překonal průměrně asi 2,7 metru každým krokem).
Young vítězil od roku 1987 na amerických vysokoškolských šampionátech, jeho forma vygradovala v roce 1992, když pokořil desetkrát hranici 48 sekund. V roce 1993 ještě přesvědčivě zvítězil na MS ve Stuttgartu, postupně však jeho výkonnost opadla a zanedlouho v podstatě ukončil závodní kariéru. Jeho největším soupeřem byl na počátku 90. let africký rekordman Samuel Matete ze Zambie, ten také v roce 1993 ukončil jeho vítěznou šňůru 25 vítězství v řadě.
V roce 1992 vítěz ankety Atlet světa.
Jeho čas 46,78 sekundy z finále olympijských her v Barceloně v roce 1992 byl světovým rekordem až do 1. července 2021, kdy jej ze světových tabulek vymazal norský překážkář Karsten Warholm časem 46,70 s.

## Osobní rekordy
- 400 m. př. 46,78 s. (Bývalý SR, Barcelona 1992)